# Чемпіонат України з футболу серед аматорів 2017—2018
Чемпіонат України з футболу серед аматорів 2017—2018 — 22-ий чемпіонат України серед аматорів. Розпочався 5 серпня 2017 року, а завершився 29 червня 2018 року.

## Учасники та регламент змагань
26 команд, розділені на три групи, грають двоколовий турнір.
Після завершення групового етапу буде проведена фінальна частина змагань у форматі плей-оф, до якого вийдуть команди, що зайняли 1-е та 2-е місце в кожній групі, та команди, що зайняли 3-є місце в групі 1 та 3. Переможець кожної зі стадій визначиться за підсумками одного матчу.
Під час зимової перерви «Рубікон» змінив назву на «Рубікон-Вишневе» та тепер представляє м. Вишневе.
7 травня 2018 року «Нива» знялася зі змагань, в усіх матчах, починаючи з 15-го туру, команді зараховані технічні поразки −:+.
| Група 1 | Група 2 | Група 3 |
| --- | --- | --- |
| - ФК «Калуш» (Калуш) - «Кристал» (Чортків) - ФК «Малинськ» (с. Малинськ) - ФК «Минай» (с. Минай) - «Нива» (Теребовля) - ОДЕК (смт Оржів) - «Покуття» (Коломия) - «Рочин» (Соснівка) - ФК «Хмельницький» (Хмельницький) | - «Авангард» (Корюківка) - «Агробізнес TSK» (Ромни) - «Вікторія» (смт Миколаївка) - «Єдність» (с. Плиски) - «Рубікон» (Київ) - «Факел» (Липовець) - «Чайка» (с. Петропавлівська Борщагівка) - ФК «Чернігів» (Чернігів) | - «Гірник» (Кривий Ріг) - «Дружба» (Новомиколаївка) - СК «Каховка» (Каховка) - «Кристал» (Херсон) - «Металург» (Запоріжжя) - «Олімпік-СДЮШОР-2» (Кропивницький) - МФК «Первомайськ» (Первомайськ) - «Таврія-Скіф» (с. Роздол) - «Яруд» (Маріуполь) |

## Груповий етап
| М | Команда           | І  | В  | Н | П  | РМ    | О  |
| - | ----------------- | -- | -- | - | -- | ----- | -- |
| 1 | ФК «Минай»        | 16 | 11 | 4 | 1  | 34−9  | 37 |
| 2 | «Рочин»           | 16 | 11 | 3 | 2  | 25−8  | 36 |
| 3 | ОДЕК              | 16 | 10 | 4 | 2  | 33−14 | 34 |
| 4 | «Покуття»         | 16 | 7  | 4 | 5  | 20−22 | 25 |
| 5 | ФК «Калуш»        | 16 | 7  | 3 | 6  | 16−14 | 24 |
| 6 | ФК «Малинськ»     | 16 | 5  | 4 | 7  | 26−24 | 19 |
| 7 | «Нива»            | 16 | 3  | 2 | 11 | 16−19 | 11 |
| 8 | ФК «Хмельницький» | 16 | 2  | 2 | 12 | 15−41 | 8  |
| 9 | «Кристал» Ч       | 16 | 2  | 2 | 12 | 9−43  | 8  |

| М | Команда           | І  | В  | Н | П  | РМ    | О  |
| - | ----------------- | -- | -- | - | -- | ----- | -- |
| 1 | «Вікторія»        | 14 | 11 | 3 | 0  | 31−10 | 36 |
| 2 | «Агробізнес TSK»  | 14 | 10 | 2 | 2  | 30−11 | 32 |
| 3 | «Факел»           | 14 | 6  | 5 | 3  | 28−15 | 23 |
| 4 | «Єдність»         | 14 | 7  | 1 | 6  | 20−27 | 22 |
| 5 | «Чайка»           | 14 | 4  | 5 | 5  | 14−19 | 17 |
| 6 | «Авангард»        | 14 | 4  | 2 | 8  | 17−19 | 14 |
| 7 | ФК «Чернігів»     | 14 | 2  | 3 | 9  | 10−26 | 9  |
| 8 | «Рубікон-Вишневе» | 14 | 1  | 1 | 12 | 9−32  | 4  |

| М | Команда            | І  | В  | Н | П  | РМ    | О  |
| - | ------------------ | -- | -- | - | -- | ----- | -- |
| 1 | «Дружба»           | 16 | 12 | 1 | 3  | 32−14 | 37 |
| 2 | «Кристал» Х        | 16 | 9  | 4 | 3  | 41−15 | 31 |
| 3 | «Таврія-Скіф»      | 16 | 9  | 4 | 3  | 26−16 | 31 |
| 4 | «Металург»         | 16 | 9  | 4 | 3  | 39−18 | 31 |
| 5 | «Гірник»           | 16 | 6  | 2 | 8  | 44−35 | 20 |
| 6 | СК «Каховка»       | 16 | 5  | 4 | 7  | 23−29 | 19 |
| 7 | «Яруд»             | 16 | 4  | 5 | 7  | 20−19 | 17 |
| 8 | МФК «Первомайськ»  | 16 | 3  | 4 | 9  | 16−27 | 13 |
| 9 | «Олімпік-СДЮШОР-2» | 16 | 0  | 2 | 14 | 11−81 | 2  |

## Плей-оф

### 1/4 фіналу
Матчі відбулися 9, 16 та 17 червня 2018 року.
| Команда 1        | Рахунок        | Команда 2     |
| ---------------- | -------------- | ------------- |
| «Агробізнес TSK» | 0:2            | «Рочин»       |
| «Дружба»         | 1:2            | ОДЕК          |
| «Вікторія»       | 4:0            | «Кристал» Х   |
| ФК «Минай»       | 0:0 (пен. 3:4) | «Таврія-Скіф» |

### 1/2 фіналу
Жеребкування відбулося 19 червня 2018 року. Матчі відбулися 24 червня 2018 року.
| Команда 1  | Рахунок  | Команда 2     |
| ---------- | -------- | ------------- |
| «Вікторія» | 1:0      | «Рочин»       |
| «ОДЕК»     | 0:1 (дч) | «Таврія-Скіф» |

### Фінал
Жеребкування господаря матчу на нейтральному полі відбулося 25 червня 2018 року.
| 29 червня 2018 17:00 |

| «Вікторія»   | 1:0      | «Таврія-Скіф» |
| ------------ | -------- | ------------- |
| Романенко 1' | Протокол |               |

| НТК ім. Баннікова, Київ Глядачів: 500 Арбітр: Іван Салаш (Калуш) |

| Чемпіон України з футболу серед аматорів 2017—2018 |
| -------------------------------------------------- |
| «Вікторія» Вперше                                  |